# Championnats du monde de tir 1912
Navigation
Édition précédente Édition suivante
Les championnats du monde de tir 1912, seizième édition des championnats du monde de tir, ont eu lieu à Bayonne et Biarritz en 1912.